# Latrodectus
Latrodectus es un género de arañas araneomorfas pertenecientes a la familia Theridiidae, que contiene 32 especies reconocidas. 
El nombre común de "araña viuda" se aplica a veces a los miembros del género debido a un comportamiento observado en algunas especies, en las que la hembra se come al macho después del apareamiento. La araña viuda negra es quizás el miembro más conocido del género. Su picadura es peligrosa debido a las neurotoxinas latrotoxinas, que causan latrodectismo, ambos nombrados por el género. La viuda negra hembra tiene glándulas venenosas inusualmente grandes y su mordedura es especialmente perjudicial para los seres humanos. Sin embargo, las mordeduras de Latrodectus rara vez matan a los humanos si se proporciona el tratamiento médico adecuado.
La prevalencia de canibalismo sexual en algunas especies de Latrodectus ha inspirado el nombre común de «araña viuda negra». El veneno de la hembra es al menos tres veces más potente que el de los machos, haciendo la mordedura de autodefensa de los machos ineficaz. Una investigación en la Universidad de Hamburgo en Alemania sugiere que esta estrategia de sacrificio se ha desarrollado para promover las posibilidades de supervivencia de las crías; sin embargo, contrariamente a la creencia popular, las hembras de algunas especies, raras veces se comen a sus parejas después de aparearse, y gran parte de la evidencia documentada de canibalismo de pareja ha tenido lugar en jaulas de laboratorio donde los machos no podían escapar.

## Peligrosidad
Suelen atacar al ser apretadas o pisadas accidentalmente. La mayoría de especies de este género no tienen el instinto de atacar al ser humano, e intentan evitar la confrontación.
El veneno de algunas especies de este género es peligroso para el ser humano, ya que producen latrotoxinas (una neurotoxina). Otras especies como la latrodectus geometricus las concentran en menor medida, causando solo consecuencias leves como enrojecimiento típico y ardor.
Es importante acudir por atención médica si sospecha haber sido picado por una araña de este género y, si es posible, capturar el espécimen y mostrarlo al personal de salud.

## Especies

### América

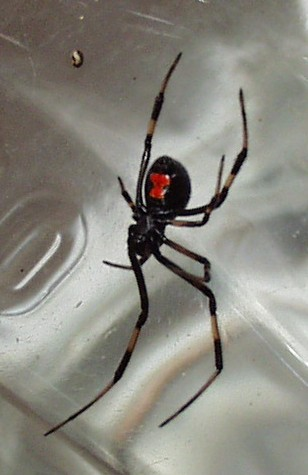
Latrodectus mactans, la especie típica de viuda negra de Sudamérica, es totalmente negra y tiene un dibujo rojo en forma de reloj de arena en su abdomen central. Como suele colgarse de su tela con el dorso hacia abajo, el dibujo queda a la vista como advertencia.

#### América del Norte

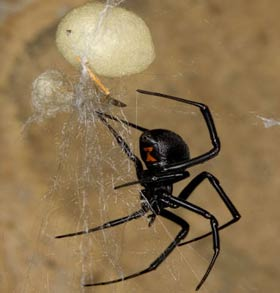
Latrodectus hesperus con saco de huevos.

- Latrodectus bishopi en Florida, Estados Unidos.
- Latrodectus hesperus en el oeste de Canadá, Estados Unidos y México.
- Latrodectus mactans se encuentra principalmente en el este de Estados Unidos, en México, en Chile, en Perú y en Venezuela.

- Latrodectus variolus desde el sureste de Canadá hasta el norte de Florida en los Estados Unidos.
- Latrodectus occidentalis se distribuye principalmente en los estados de Jalisco, Colima, Michoacán, Guerrero, Oaxaca, Morelos y Guanajuato en México.

#### América Central y Sudamérica

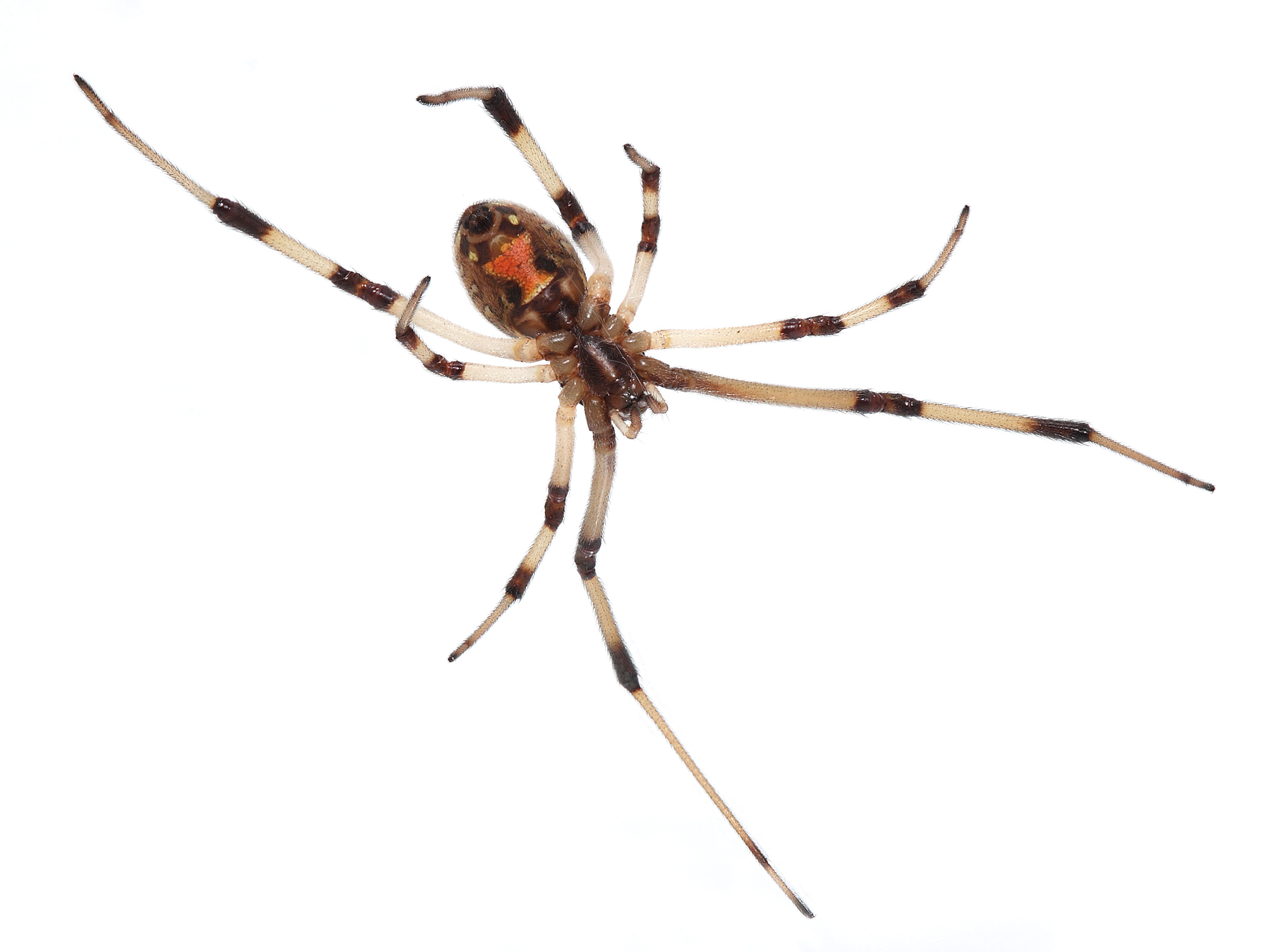
La parte ventral de un Latrodectus geometricus con la marca "reloj de arena".

- Latrodectus antheratus, Paraguay y Argentina.
- Latrodectus apicalis, islas Galápagos.
- Latrodectus corallinus, Argentina, Paraguay y Perú.
- Latrodectus diaguita, Argentina.
- Latrodectus mirabilis, Argentina y Uruguay.[2]
- Latrodectus quartus, Argentina.
- Latrodectus thoracicus, Chile.
- Latrodectus variegatus, Chile y Argentina.
- Latrodectus geometricus, Puerto Rico, Ecuador, Argentina y Paraguay.
- Latrodectus variolus, Puerto Rico

### Europa, África del Norte, Oriente Medio y Asia occidental
- Latrodectus dahli, Oriente Medio hasta Asia central.
- Latrodectus hystrix, Yemen, Socotra.
- Latrodectus lilianae, península ibérica.
- Latrodectus pallidus, norte de África, Medio Oriente, Rusia, Irán, Cabo Verde.
- Latrodectus revivensis, Israel.
- Latrodectus tredecimguttatus, área mediterránea, el centro de Asia, Kazajistán, también publicado en China; algunos ejemplares se presentan como L. lugubris.

### África subsahariana y Madagascar
- Latrodectus cinctus, en África Meridional, Cabo Verde y Kuwait.
- Latrodectus indistinctus, en Sudáfrica y Namibia.
- Latrodectus karrooensis, Sudáfrica.
- Latrodectus menavodi, en Madagascar.
- Latrodectus obscurior, Cabo Verde y Madagascar.
- Latrodectus renivulvatus, en África, Arabia Saudita y Yemen.
- Latrodectus rhodesiensis, en Zimbabue.

### Sur, Este y Sudeste de Asia

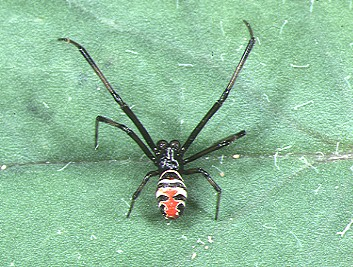
Latrodectus elegans de Japón.

- Latrodectus elegans, China, Birmania, Japón.
- Latrodectus erythromelas, Sri Lanka.
- Latrodectus ex laos, Laos.

### Australia y Oceanía
- Latrodectus hasselti, nativo de Australia e introducido en el sudeste de Asia.
- Latrodectus katipo, en Nueva Zelanda.

### Mundo
- Latrodectus geometricus, en zonas cálidas de África, EE. UU., Sudamérica, y Australia.